# Éloi Relange
Pour l’article ayant un titre homophone, voir Relanges.
Éloi Relange, né le 1er juillet 1976, est un joueur d'échecs et un joueur de poker français. Il est grand maître international (GMI) du jeu d'échecs depuis 1998, et président de la Fédération française des échecs depuis avril 2021.
Au 1er avril 2021, il est le 44e joueur français avec un classement Elo de 2 453 points.

## Biographie
Après avoir appris à jouer aux échecs dès l'âge de cinq ans, Éloi Relange devient champion de France poussin en 1984. Il est champion de Paris en 1997, 1998 et 1999, et troisième du Championnat de France en 1996. Il devient maître international en 1994 et grand maître international en 1998. Il participe à l'Olympiade d'échecs de 1996 et marque 4,5 points sur 8. L'année suivante, il réalise la même marque (4,5 / 8) au quatrième échiquier lors du championnat d'Europe d'échecs des nations de 1997.
De 1999 à 2001, il présente Diagonale, une émission consacrée aux échecs et diffusée sur CanalWeb, l'une des premières Web TV françaises.
Il remporte le championnat de France d'échecs des clubs en 2009 avec l'équipe d'Évry.
Depuis 2010, il est quasi-inactif aux échecs. Il s'investit ensuite dans l'univers du poker, il contribue en février 2005 à la création du site web Poker Académie, pour lequel il est entraîneur de poker. Il y entretient un blog jusqu'en 2010.
Il rédige parallèlement des articles pour le magazine Live Poker. En 2006, il finit second du tournoi de poker 1 000 € Euro Finals of Poker, Gold Championship - No limit Hold'em à Paris derrière Davidi Kitai et remporte 24 540 €, c'est son plus gros gain en tournoi live.
En janvier 2020, il dépose une liste pour se présenter à la présidence de la Fédération française des échecs (FFE), avec notamment pour colistiers Pauline Guichard et Laurent Fressinet. Il est élu président de la FFE le 3 avril 2021 avec 632 voix contre 561 pour le président sortant Bachar Kouatly.